# Crisscross Crags
Die Crisscross Crags (englisch für Kreuzundquerklippen) sind ein 650 m hohes und unregelmäßig geformtes Gebilde aus Felsenkliffs auf der westantarktischen James-Ross-Insel. Mit Ausläufern in alle vier Himmelsrichtungen ragen die Kliffs 650 m östlich der Rum Cove auf.
Ihren deskriptiven Namen erhielten sie 1987 durch das UK Antarctic Place-Names Committee.